# Линија Викторија
Линија Викторија (енгл. Victoria Line) једна је од дубинских линија лондонског метроа. Линија је целом дужином постављена подземно и једино се депо за возове који је опслужују налази на површини.

## Историја
Линија Викторија је једна од релативно најмлађих линија које функционишу у склопу лондонског метроа. Изграђена је наменски, и протеже се од југа ка североистоку Лондона. Замишљено је да се њеном изградњом смањи оптерећење на друге линије које оперишу у том подручју, посебно на Пикадили линију. Изградња је почела раних 1960-их а линија је трасирана тако да има што више заједничких станица било са постојећим линијама подземне, било са станицама Британских железница. Ово је постигнуто за 15 станица, само једна станица - Пимлико - нема могућност преседања. При планирању линије пазило се и на то да, без обзира на примаран задатак, станице не буду преблизу једна другој како би возови и даље могли да развију адекватну брзину и постигну ефикасност. Све ово је представљало јединствен задатак, а посебан изазов представљала је измена постојећих станица, додавањем нових перона. На многим од тих станица, перони су постављени укосо и пруга се пресеца.
Линија је отворена по сегментима. Први сегменат, између станица Волтамстоу Централ и Хајбури и Ислингтон, отворен је 1. септембра 1968. Отварање није пратила никаква церемонија већ су возови почели да раде по усвојеном реду вожње, први пошавши са Волтамстоу Централ у 6:30.
Званична церемонија отварања одиграла се 1971. када је и последњи сегменат линије - до Брикстона - био завршен.

## Возни парк
Јединственост линије Викторија свакако је у томе што је она прва потпуно аутоматизована линија на свету. Систем који омогућава аутоматизовано функционисање возова постављен је током изградње, односно у функцији је од отварања 1968. Флота линије Викторија огледа се у 43 1967 Тјуб сток возова. Сви су опремљени такозваним ATO системом (од енглеског Automatic Train Operation — Аутоматско управљање возом). Композиција се по правилу састоји од четири јединице. Улога возача је минимална. Након што је проверио да је безбедно, возач затвара врата, и притиска дугме „старт“. Уколико сигнал на семафору то дозвољава, аутоматски систем покреће воз, одржава брзину на оној прописаној за тај сегменат, и коначно, безбедно зауставља воз на следећој станици. Наравно, у случају квара аутоматског система, возач у сваком тренутку може да преузме контролу над возом. За време шпица, линију опслужује 37 возова.
Возни парк линије Викторија очекује потпуно подмлађивање у овој деценији. У склопу великог пројекта побољшања тренутних возних паркова и инфраструктуре (у вредности од 10 милијарди фунти), Транспорт за Лондон ће до 2012. заменити све возове серије 1967 Тјуб сток. Конструисање њихових замена поверено је Бомбардијер Транспортејшну (Bombardier Transportation) који ће 2006. завршити рад на прототипу нове серије возова - 2009 Тјуб сток. Ови прототипови ће ући у процес тестирања на линији Викторија 2008, а у периоду између 2009. и 2012. они ће у потпуности заменити постојећи возни парк.

## Станице
| Станица                       | Слика | Отворен           | Почетак услуге на линији | Размене                                                                                             | Координате                                             |
| ----------------------------- | ----- | ----------------- | ------------------------ | --------------------------------------------------------------------------------------------------- | ------------------------------------------------------ |
| Walthamstow Central           |       | 26 April 1870     | 1 September 1968         | Weaver line                                                                                         | 51° 34′ 59″ N 000° 01′ 11″ W / 51.58306° С; 0.01972° З |
| Blackhorse Road               |       | 19 July 1894      | 1 September 1968         | Suffragette line                                                                                    | 51° 35′ 13″ N 000° 02′ 29″ W / 51.58694° С; 0.04139° З |
| Tottenham Hale                |       | 15 September 1840 | 1 September 1968         | National Rail                                                                                       | 51° 35′ 18″ N 000° 03′ 35″ W / 51.58833° С; 0.05972° З |
| Seven Sisters                 |       | 22 July 1872      | 1 September 1968         | Weaver line and National Rail                                                                       | 51° 34′ 56″ N 000° 04′ 31″ W / 51.58222° С; 0.07528° З |
| Finsbury Park                 |       | 1 July 1861       | 1 September 1968         | Piccadilly line (CPI) and National Rail                                                             | 51° 33′ 53″ N 000° 06′ 23″ W / 51.56472° С; 0.10639° З |
| Highbury & Islington          |       | 26 September 1850 | 1 September 1968         | Mildmay line, Windrush line and National Rail (CPI)                                                 | 51° 32′ 45″ N 000° 06′ 18″ W / 51.54583° С; 0.10500° З |
| King's Cross St Pancras       |       | 10 January 1863   | 1 December 1968          | Circle, Hammersmith & City, Metropolitan, Northern and Piccadilly lines; National Rail and Eurostar | 51° 31′ 49″ N 000° 07′ 27″ W / 51.53028° С; 0.12417° З |
| Euston                        |       | 12 May 1907       | 1 December 1968          | Northern line (CPI with Bank branch), Lioness line and National Rail                                | 51° 31′ 42″ N 000° 07′ 59″ W / 51.52833° С; 0.13306° З |
| Warren Street                 |       | 22 June 1907      | 1 December 1968          | Northern line                                                                                       | 51° 31′ 29″ N 000° 08′ 18″ W / 51.52472° С; 0.13833° З |
| Oxford Circus                 |       | 30 July 1900      | 7 March 1969             | Bakerloo (CPI) and Central lines                                                                    | 51° 30′ 55″ N 000° 08′ 30″ W / 51.51528° С; 0.14167° З |
| Green Park                    |       | 15 December 1906  | 7 March 1969             | Piccadilly and Jubilee lines                                                                        | 51° 30′ 24″ N 000° 08′ 34″ W / 51.50667° С; 0.14278° З |
| Victoria ( Trains to Gatwick) |       | 1 October 1860    | 7 March 1969             | Circle and District lines and National Rail                                                         | 51° 29′ 48″ N 000° 08′ 41″ W / 51.49667° С; 0.14472° З |
| Pimlico                       |       | 14 September 1972 | 14 September 1972        | Н/Д                                                                                                 | 51° 29′ 22″ N 000° 08′ 00″ W / 51.48944° С; 0.13333° З |
| Vauxhall                      |       | 11 July 1848      | 23 July 1971             | National Rail, London River Services (St George Wharf Pier)                                         | 51° 29′ 07″ N 000° 07′ 22″ W / 51.48528° С; 0.12278° З |
| Stockwell                     |       | 4 November 1890   | 23 July 1971             | Northern line (CPI)                                                                                 | 51° 28′ 21″ N 000° 07′ 20″ W / 51.47250° С; 0.12222° З |
| Brixton                       |       | 23 July 1971      | 23 July 1971             | National Rail (within a 100 m (330 ft) walking distance)                                            | 51° 27′ 45″ N 000° 06′ 54″ W / 51.46250° С; 0.11500° З |